# Przetrzymać tę miłość
Przetrzymać tę miłość (oryg. Enduring Love) – film z 2004 roku w reżyserii Rogera Michella, na podstawie powieści Iana McEwana pod tym samym tytułem.

## Obsada
- Daniel Craig – Joe
- Alexandra Aitken – Natasha
- Ben Whishaw – Spud
- Rhys Ifans – Jed
- Samantha Morton – Claire
- Anna Maxwell Martin – Penny
- Susan Lynch – Rachel